# Deutscher Hof (Nürnberg)

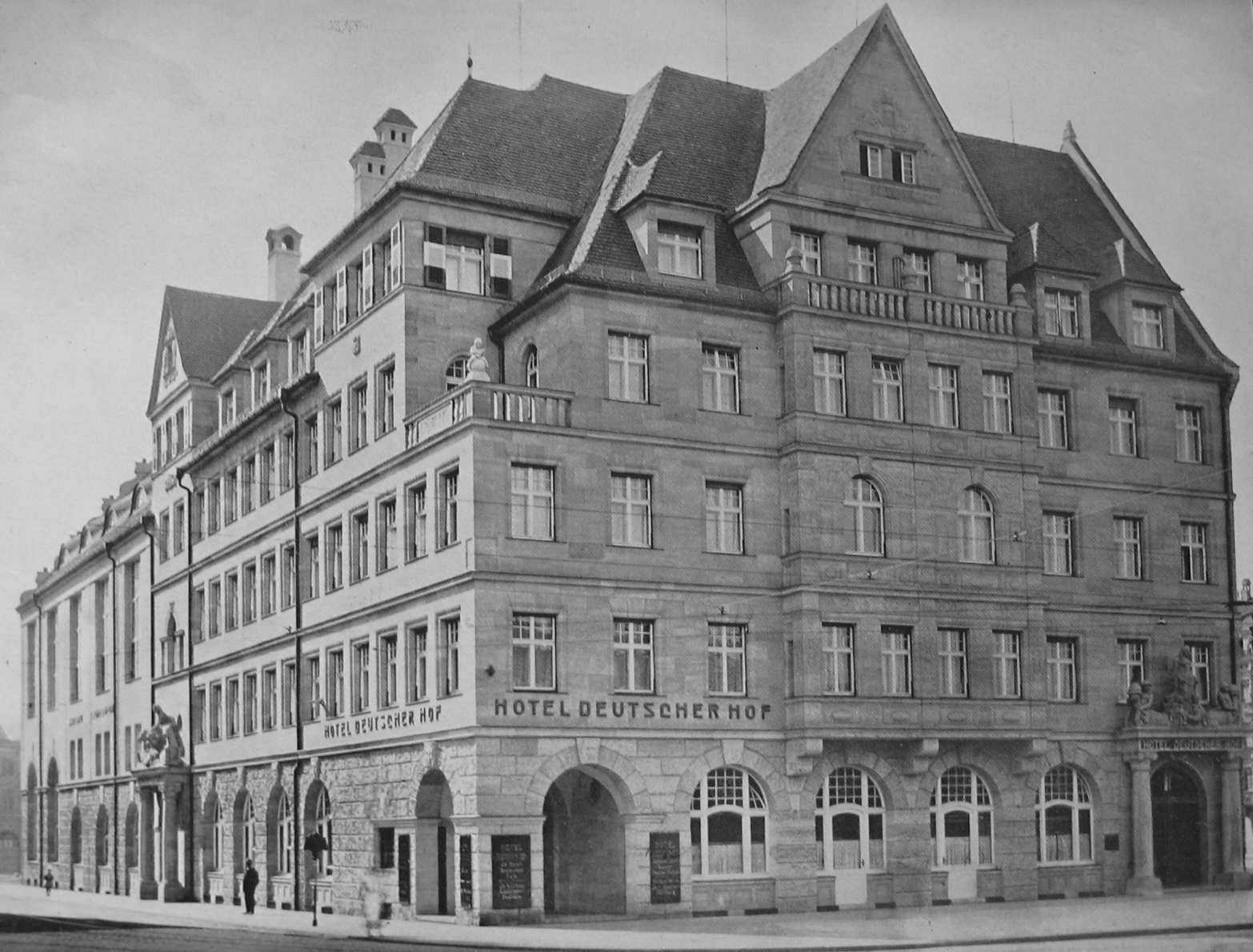
Fassade am Frauentorgraben, 1913.

Der Deutsche Hof ist ein ehemaliges Hotel und Clubhaus in Nürnberg-Tafelhof, an der Einmündung der Lessingstraße in den Frauentorgraben. Die Baugruppe wurde 1912–1913 nach Plänen des Nürnberger Architekten Hans Müller erbaut. Das Hotel war zwischen 1920 und 1938 regelmäßig das Quartier Adolf Hitlers während seiner Aufenthalte in Nürnberg. Der als Clubhaus dienende Saalbau war auch unter dem Namen Lessingsäle bekannt, beherbergte von 1946 bis 1959 das Lessingtheater und wurde für die ab 2014 gebaute Wohnanlage Opernpalais abgebrochen. Das ehemalige Hotel steht unter Denkmalschutz, seit Abschluss seiner Sanierung im Frühjahr 2016 wird es als Bürogebäude genutzt.

## Geschichte

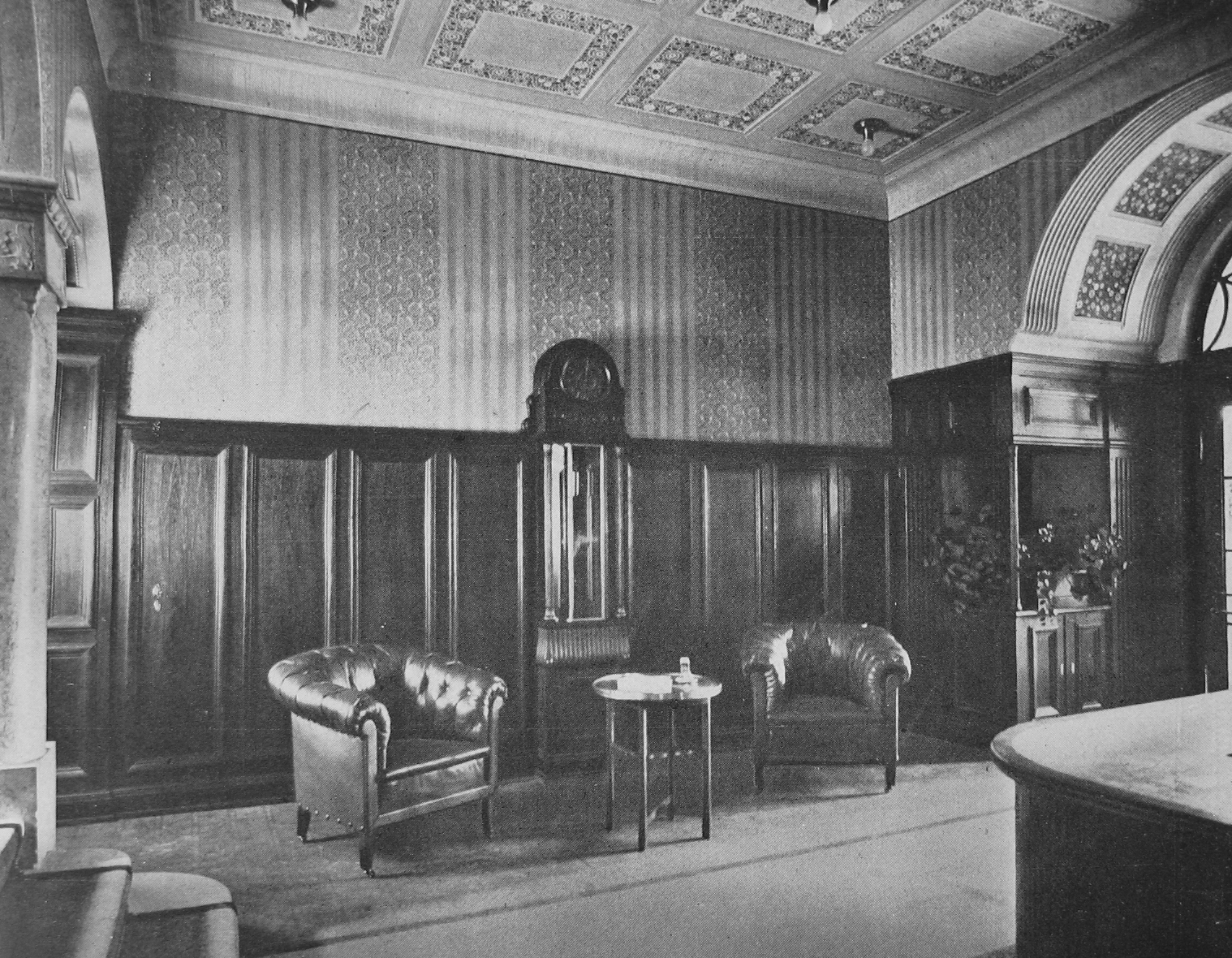
Lobby des Hotels, 1913

### Gründung als Clubhaus und Hotel
Der Deutsche Hof geht zurück auf die Absicht, ein Clubhaus der Nürnberger Lehrerschaft zu bauen. Seit seiner Gründung 1890 bemühte sich der Verein Lehrerheim darum, ein passendes Grundstück zu erwerben. 1912 konnte der Verein die brachliegende Fläche an der Ecke Lessingstraße / Frauentorgraben, direkt westlich des wenige Jahre zuvor errichteten Stadttheaters, von der Stadt Nürnberg ankaufen. Bis zum Ende des 19. Jahrhunderts stand an dieser Stelle ein Teil des alten städtischen Krankenhauses. Um die hohen Kosten für Grunderwerb, Bau und Gebäudeunterhalt tragen zu können, entschied man sich dazu, auf dem am Frauentorgraben gelegenen Teil des Grundstücks ein Hotel der gehobenen Komfortklasse zu bauen und zu verpachten. Der als Lessingsäle bezeichnete Bauteil an der Lessingstraße diente dem Vereinsleben und verfügte über zwei große Veranstaltungssäle. Die Planung übertrug man dem Architekten Hans Müller, der bauplastische Schmuck der Fassaden und der Treppenhäuser stammt vom Bildhauer Johannes Müller. Nachdem die Bauarbeiten aufgrund des milden Winters fast ohne Unterbrechung verlaufen waren, konnte der Deutsche Hof bereits am 27. September 1913 eröffnet werden.

### „Standquartier“ Adolf Hitlers
Ab 1920 stieg Adolf Hitler bei seinen Aufenthalten in Nürnberg regelmäßig im Deutschen Hof ab. Hitlers Bindung an das Haus ging vermutlich auf den damaligen Pächter und Weltkriegsveteranen Johannes Klein zurück, der für seine rechtsradikale Gesinnung bekannt war.

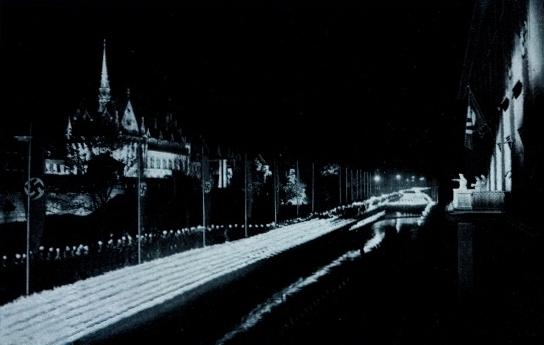
Fackelzug der Politischen Leiter, Reichsparteitag 1937

Gauleiter Julius Streicher brachte den Verein Lehrerheim 1935 dazu, das komplette Anwesen an die NSDAP zu veräußern. Inwiefern der Verkauf auf direkten Druck Streichers hin zustande kam oder ob der Verein aus Furcht vor Repressalien zustimmte, ist nicht eindeutig belegt. Die Partei schloss den Deutschen Hof mit dem westlich benachbarten Siemenshaus zusammen, das Hans Hertlein 1925–1926 als Bürogebäude für die Nürnberger Niederlassung des Siemens-Konzerns errichtet hatte. Als Ausgleich finanzierte die Partei dem Unternehmen ein neues Gebäude, das Sigmund-Schuckert-Haus östlich des Theaters. Nach Vorgaben Hitlers wurde das alte Siemenshaus 1936–1937 nach Plänen des Nürnberger Architekten Franz Ruff umgestaltet, der neubarocke Fassadenschmuck und die offenen Arkaden im Erdgeschoss beseitigt und ein großer Altan angefügt. Von diesem „Führerbalkon“ aus nahm Hitler fortan die Paraden der Hitlerjugend und anderer NS-Organisationen ab, die im Rahmen der Reichsparteitage am Deutschen Hof vorbeimarschierten. Beim Umbau wurden auch die Fassaden des alten Deutschen Hofs teilweise vereinfacht; die Portalvorbauten mit Figuren und der Dachreiter über den Lessingsälen wurden abgebrochen.
Am 3. Oktober 1944 und am 2. Januar 1945 wurde der Deutsche Hof bei Luftangriffen schwer beschädigt. Ein Sprengbombentreffer riss die gesamte Gebäudeecke an der Einmündung Lessingstraße / Frauentorgraben weg und zerstörte Giebel und Dach. Das Innere brannte weitgehend aus.

### Wiederaufbau und Nachkriegszeit

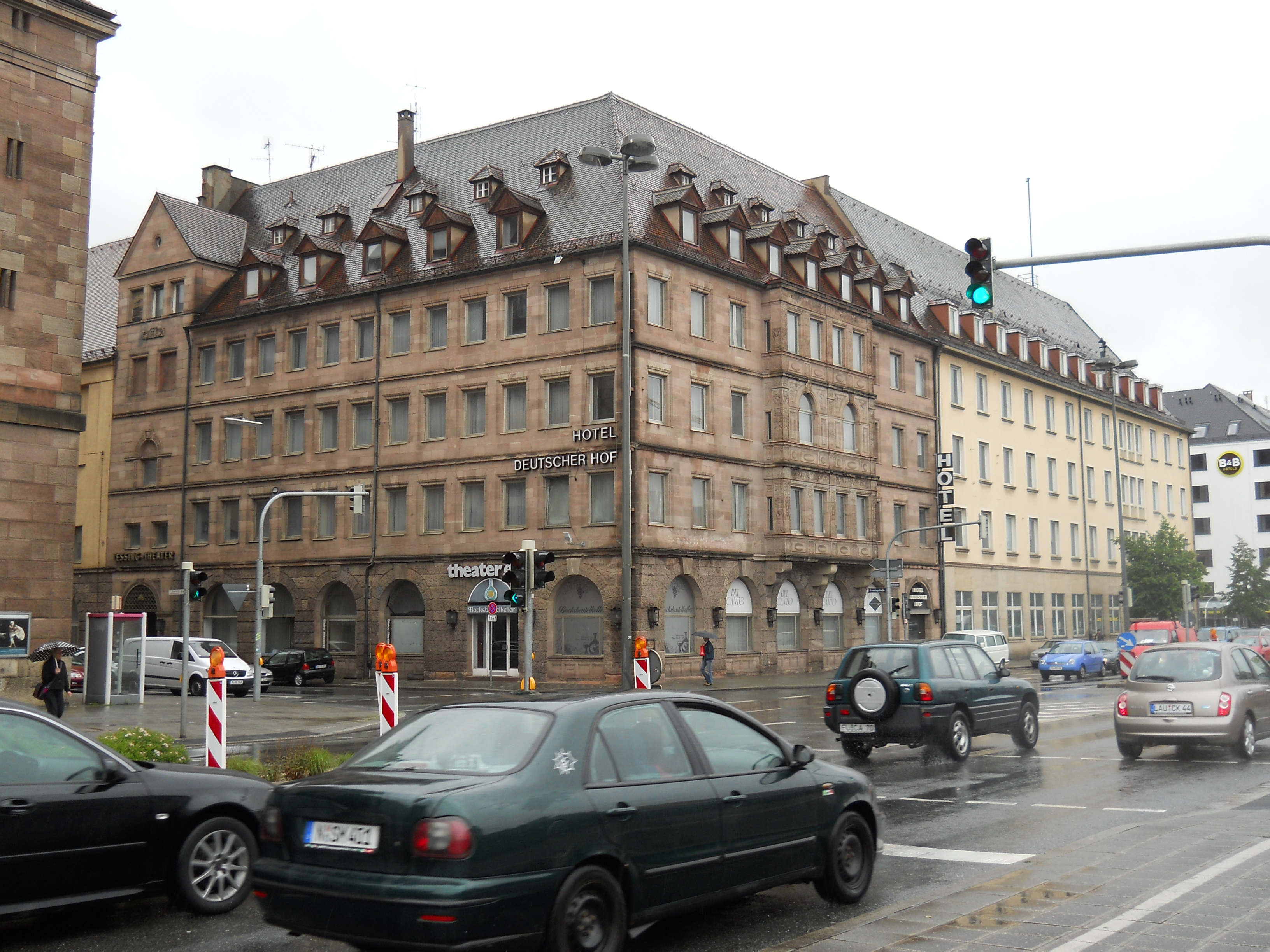
Zustand vor der Sanierung, 2011.

Der Wiederaufbau unter Leitung des Architekten Hans Albert Wilhelm und des Innenarchitekten Friedrich Feuerlein begann 1946 unter großem ehrenamtlichen Einsatz der Nürnberger Lehrerschaft. Als ehemaliges Parteivermögen der NSDAP ging der Deutsche Hof an das Land Bayern über und wurde durch einen Treuhänder verwaltet. Mit Erlaubnis der US-amerikanischen Militärregierung und gegen den erklärten Willen des Vereins Lehrerheim gestattete Treuhänder Willi Scholler dem Schauspieler Karl Pschigode, in den Lessingsälen ein Theater einzurichten. Als dem Lessingtheater nach der Währungsreform der Konkurs drohte, übernahm die Stadt Nürnberg am 1. Juni 1949 die Schulden und gliederte es als Spielstätte für Sprechtheater den Städtischen Bühnen an.
Mit der Neueröffnung im August 1949 kam das Hotel Deutscher Hof wieder ins Eigentum des Vereins Lehrerheim. Das Lessingtheater wurde erst nach seiner Schließung 1959 zurückübereignet und erhielt wieder seinen früheren Namen Lessingsäle. In den folgenden Jahrzehnten wurde das Innere des Deutschen Hofs mehrfach umgebaut und erneuert, um mit den steigenden Ansprüchen der Hotelgäste Schritt halten zu können. Pächter war zunächst Karl Schöller, Bruder des Nürnberger Speiseeisfabrikanten Theo Schöller, ab 1953 Heinz Rübsamen, Inhaber der Carlton Hotelgesellschaft Nürnberg. In den Nachkriegsjahrzehnten erfreuten sich die Lessingsäle großer Beliebtheit. Sie wurden regelmäßig für Konferenzen, Modenschauen, Tanzveranstaltungen und Faschingsbälle vermietet. 1978 erfuhren sie eine innere Neugestaltung durch den Architekten Ernst Hürlimann. 1976 eröffnete in den Kellerräumen des Deutschen Hofes das beliebte Weinlokal Bocksbeutelkeller, das nach Entwürfen von Friedrich Feuerlein in der Art eines Weinkellers mit Rabitz-Gewölben und rustikaler Einrichtung gestaltet war.
Auch das frühere Siemenshaus wurde nach Kriegsende wiederaufgebaut, allerdings ohne den „Führerbalkon“. Das Gebäude beherbergte nach 1945 die Bundesanstalt für Arbeit und diente später dem Nürnberger Arbeitsamt als Bürogebäude. Seit 1992 steht es leer; eine 2011 geplante Hotelnutzung wurde nicht umgesetzt.

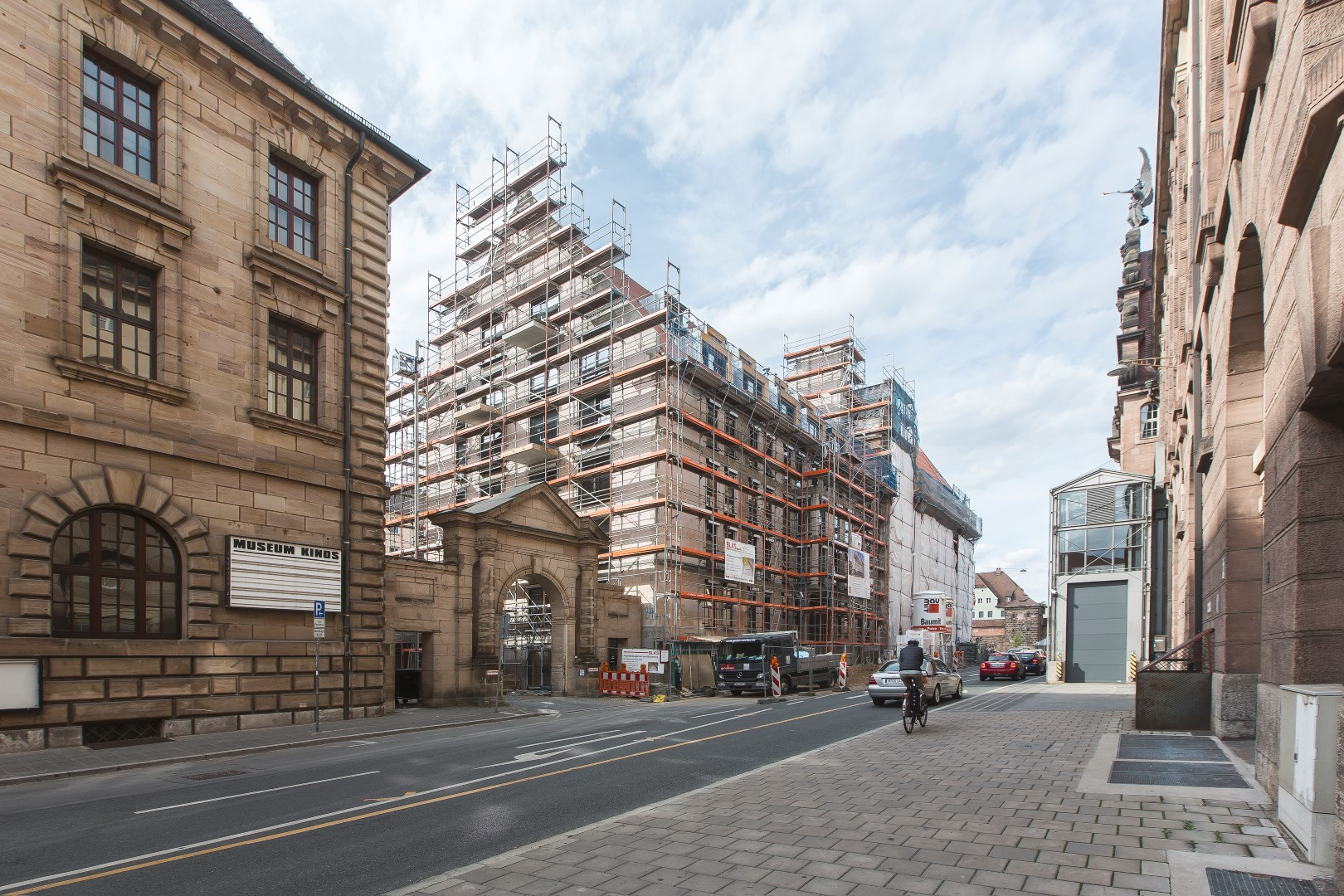
Neubau des Opernpalais an der Lessingstraße, August 2015

### Umnutzung
Auf Grund der hohen Instandhaltungskosten entschied sich der Verein Lehrerheim 1990, den Deutschen Hof an die Maritim Hotelgesellschaft zu verkaufen. Der Verein zog in das benachbarte Gebäude Weidenkellerstraße 6. Die Maritim betrieb das Hotel bis 2004 weiter. Anschließend stand der Komplex leer und war dem Verfall preisgegeben. Seit 2008 bemühte sich die Bauträgergesellschaft Kochinvest um die Errichtung eines Bürozentrums auf dem Areal. Pläne, das unter Denkmalschutz stehende Gebäude abzubrechen, wurden vom Stadtheimatpfleger und dem Verein Altstadtfreunde Nürnberg scharf kritisiert. Eine Nutzung als Kulturhistorisches Museum zerschlug sich.
2012 erwarb die in Nürnberg ansässige und durch Erik Roßnagel vertretene terraplan-Unternehmensgruppe das Haus, um es zu sanieren und zum Bürogebäude umzunutzen. An Stelle der bis auf das Haupttreppenhaus abgebrochenen Lessingsäle wurde im Januar 2014 mit dem Neubau des so genannten Opernpalais mit 27 Eigentumswohnungen und Tiefgarage begonnen. Die Planung für beide Bauteile lag in den Händen der Architekturbüros Hagen (Nürnberg) und Matuschek (Heroldsberg). Die innenarchitektonische Gestaltung übernahm Eugen Gehring (Berlin); die Außenanlagenplanung das Nürnberger Büro Grünplanung Oehm & Herlan. Beide Bauprojekte sollten im Frühjahr 2016 abgeschlossen werden.

## Das Bauwerk

### Architektur und Ausstattung
Der Verein Lehrerheim wünschte eine funktionale Teilung in Hotel und Vereinshaus. Der L-förmige Bauteil am Frauentorgraben und der Lessingstraße enthielt das Hotel; an der Lessingstraße schloss sich der Saalbau mit Nebengebäude an, in dem Veranstaltungs- und Geschäftsräume für den Verein untergebracht waren. Indem der Architekt Hans Müller den Hotelbereich zur Straße hin vollständig mit Sandstein verkleidete, die Lessingsäle jedoch in den Obergeschossen verputzte, machte er die funktionale Trennung der Bauteile im Inneren auch nach außen hin anschaulich. Im Stil orientierte sich Müller an der deutschen Frührenaissance, deren Formen er durch Jugendstilelemente bereicherte.
Im Inneren war die ursprüngliche Ausstattung ebenfalls vom Jugendstil geprägt; diese ist durch Kriegsschäden und spätere Umbauten jedoch fast vollständig verloren gegangen. Allein die Eingangshalle der Lessingsäle und die historischen Treppenhäuser mit Reliefs des Nürnberger Bildhauers Johannes Müller sind erhalten geblieben.

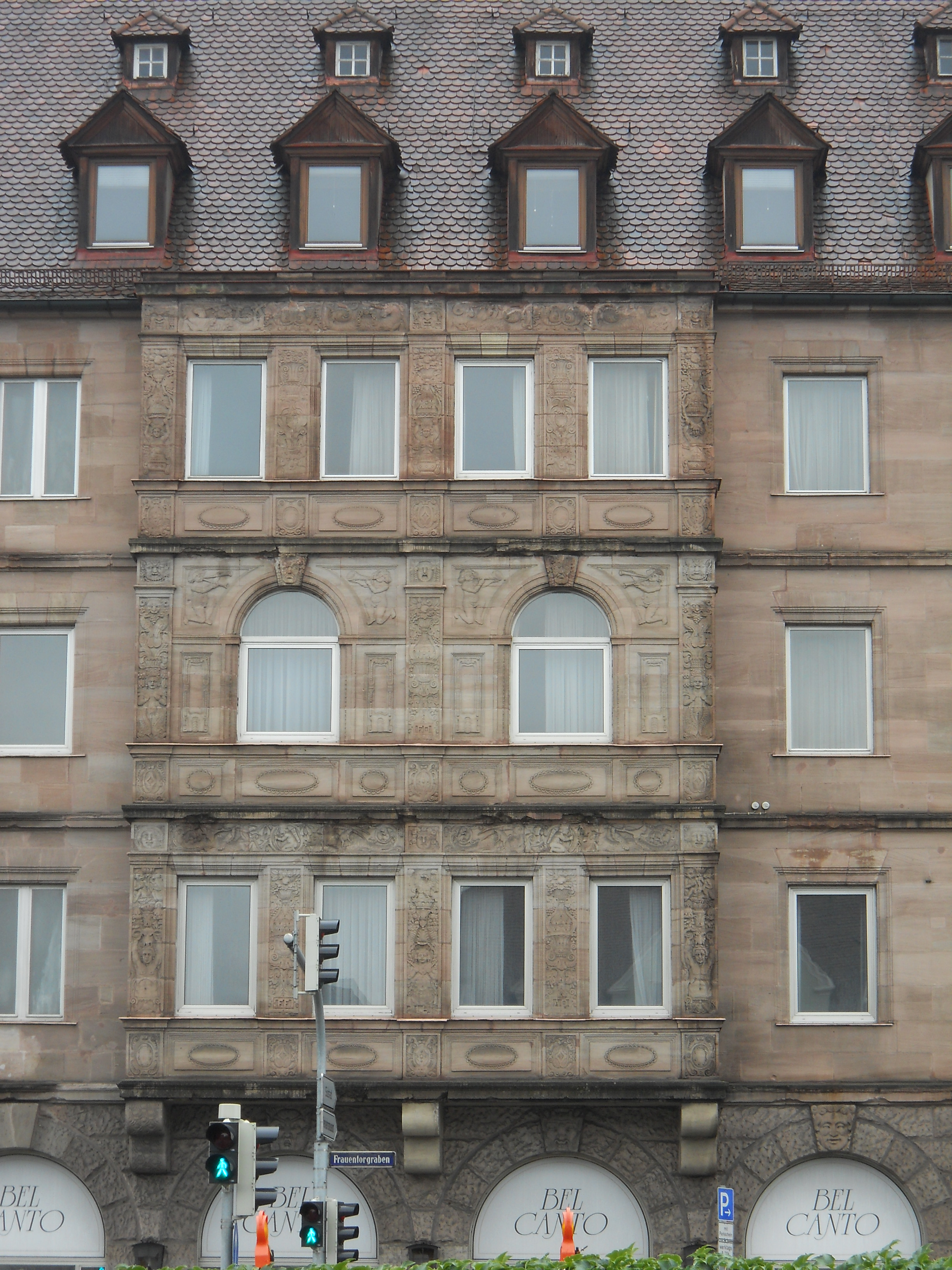
Erker an der Nordfassade
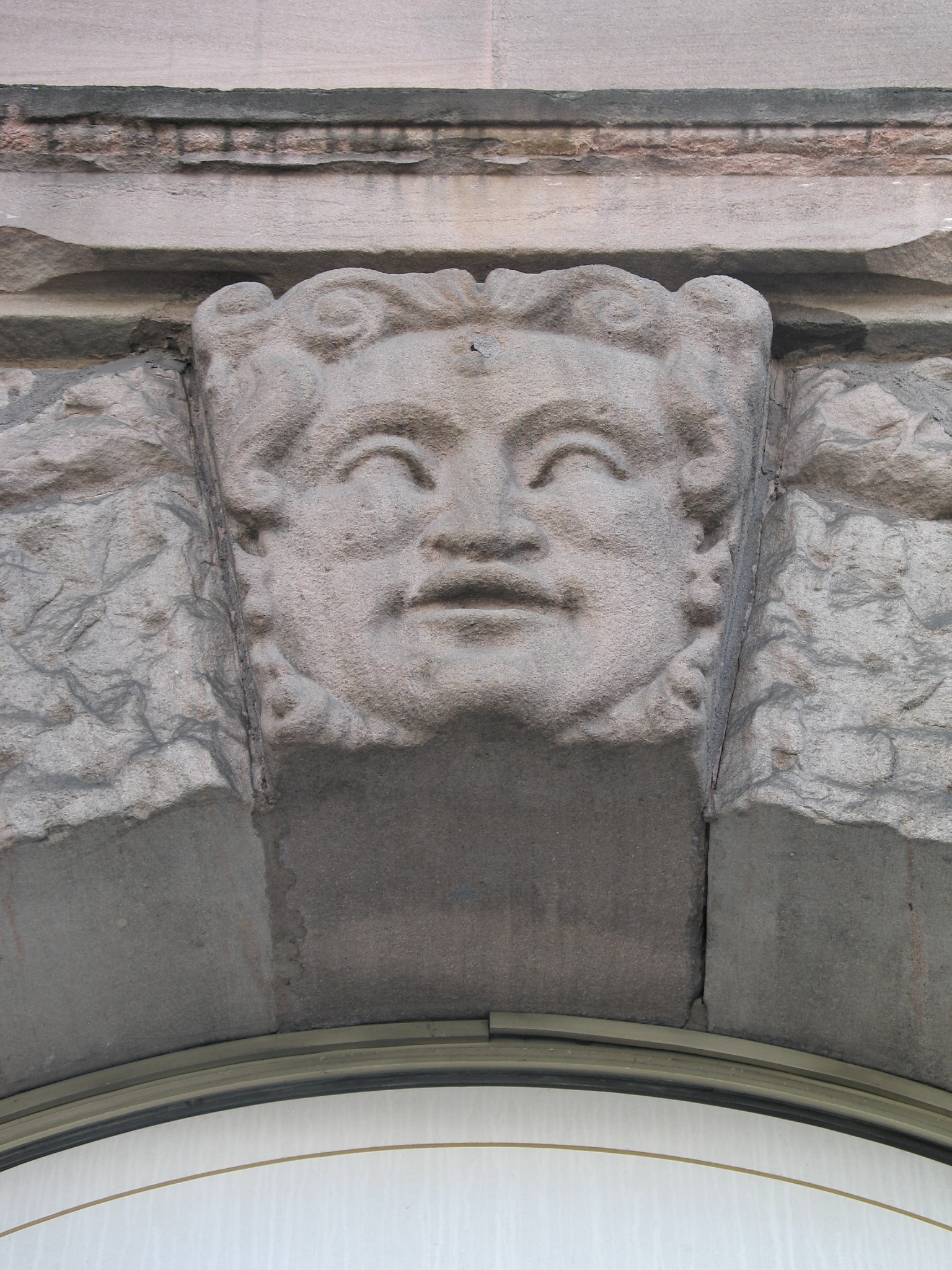
Maskaron an der Fassade
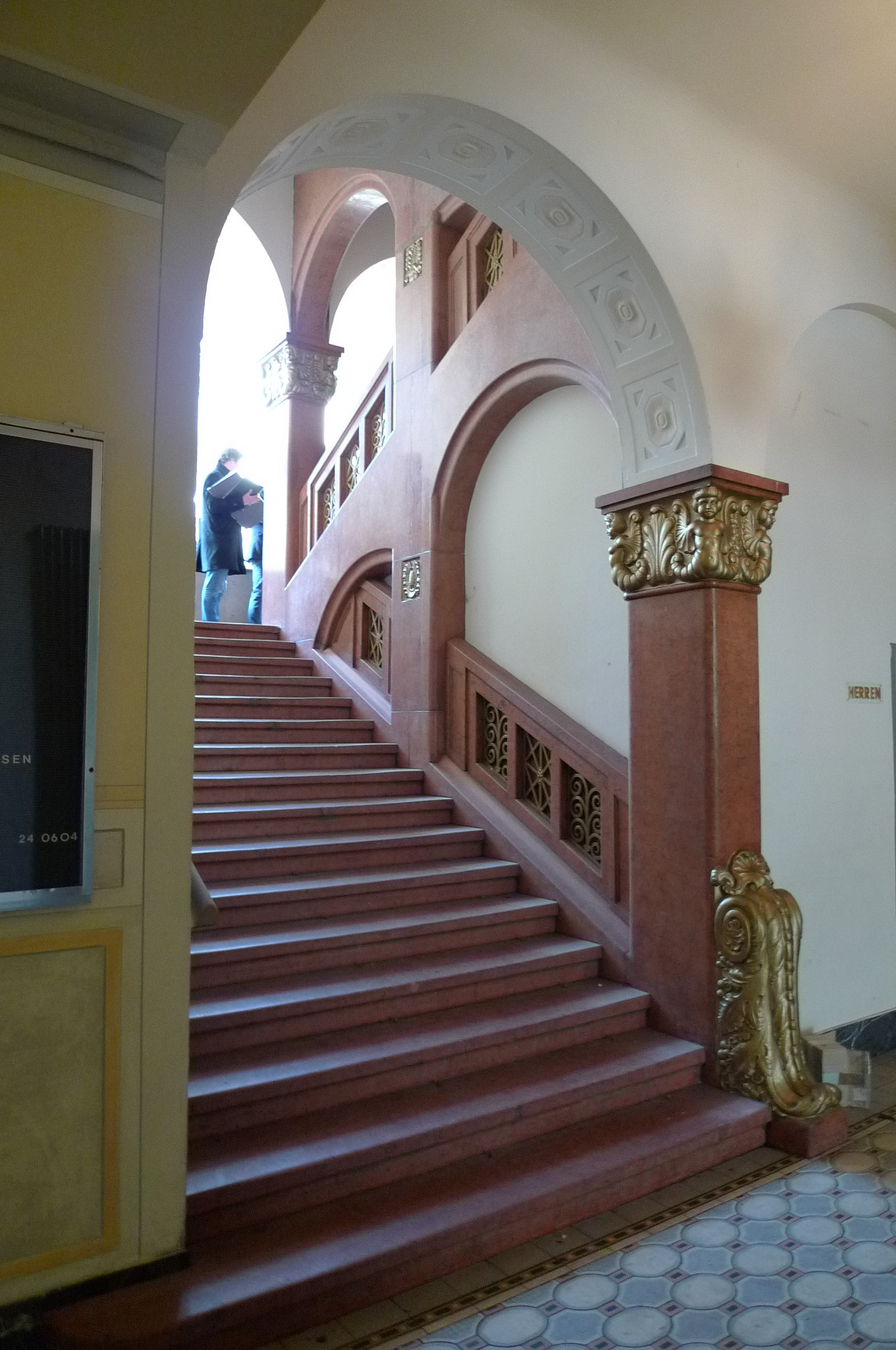
Treppenhaus der Lessingsäle
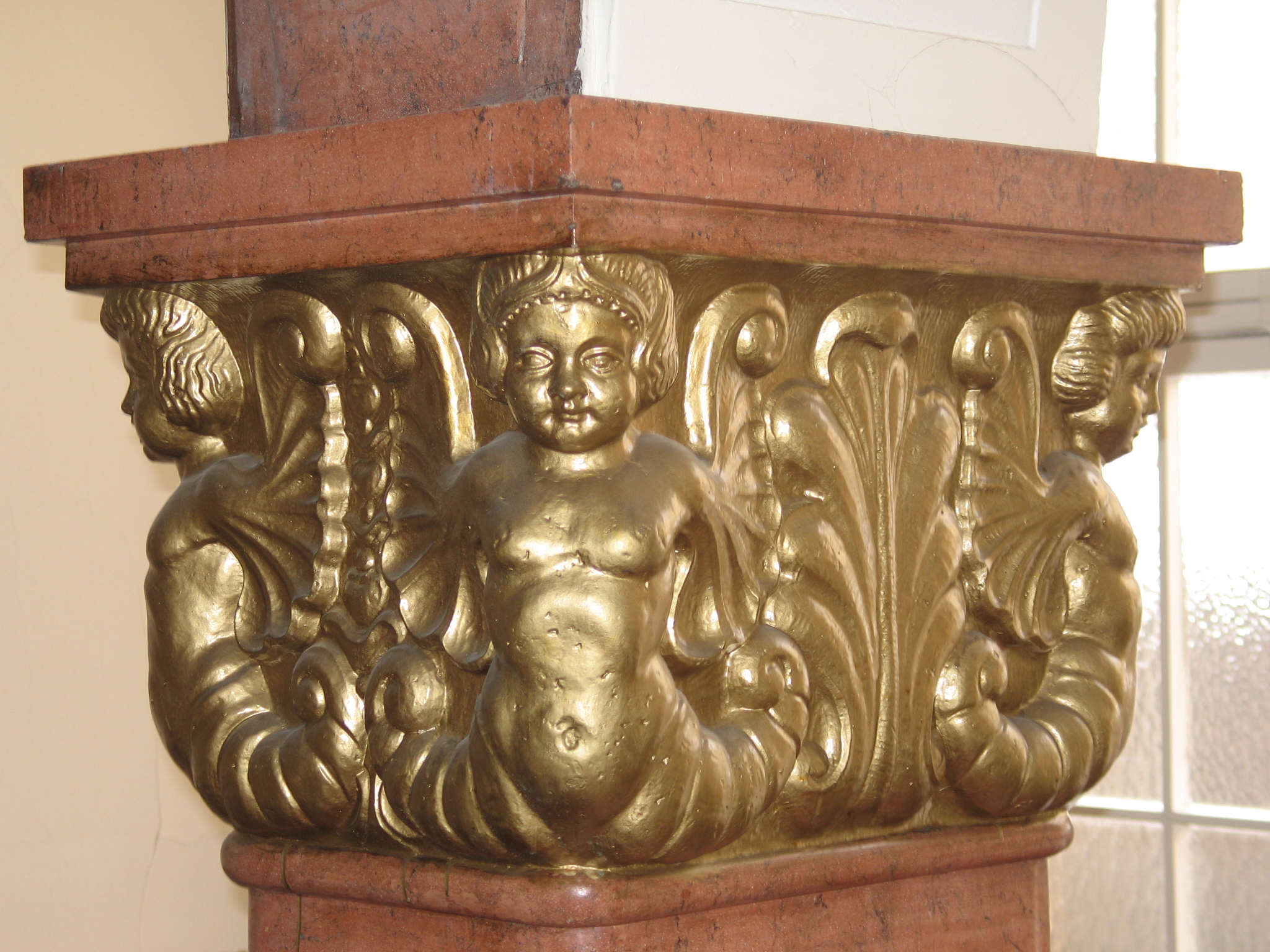
Kapitell mit Putti
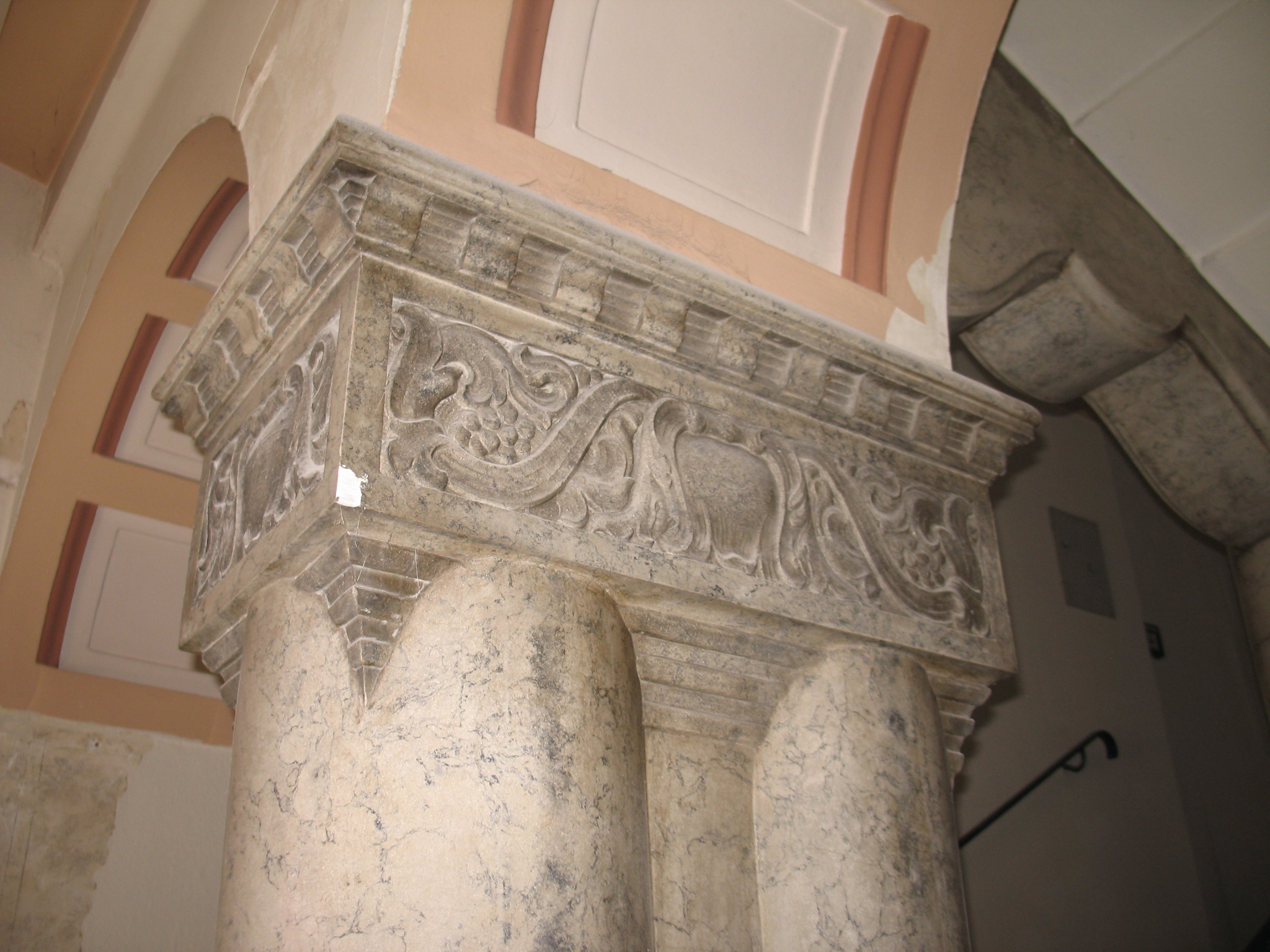
Kapitell im Treppenhaus des Hoteltrakts

### Städtebauliche Bedeutung
Der Deutsche Hof entstand als Teil der repräsentativen Bebauung, mit der die Stadt Nürnberg den Ring um die Altstadt zu einem Boulevard nach Vorbildern wie der Wiener Ringstraße aufwerten wollte. Das Gebäude bildet zusammen mit dem 1905 vollendeten heutigen Opernhaus ein städtebauliches Ensemble und stellt das architektonische Gegenüber zum Sigmund-Schuckert-Haus östlich der Oper dar. Mit seinen Sandsteinfassaden nimmt der Deutsche Hof Bezug zur gegenüber gelegenen Stadtmauer, die im gleichen Material errichtet wurde. Um zu verhindern, dass sich die Lessingstraße durch die einander direkt gegenüberliegenden, hohen Baukörper von Theater und Deutschem Hof in eine dunkle Straßenschlucht verwandelte, schnitt Architekt Hans Müller in die Gebäudeecke an der Einmündung Lessingstraße / Frauentorgraben eine Dachterrasse ein; die eckseitigen Arkaden an der Gebäudeecke im Erdgeschoss blieben als Fußgängerdurchgang offen. Durch einen großen Kastenerker, Giebel, Zwerchhäuser und Schornsteine verlieh Müller Fassaden und Dachlandschaft eine malerische Wirkung. In der einheitlichen Materialität und der zeittypischen Neorenaissance-Fassade mit Jugendstilanklängen stellt das Gesamtensemble ein wichtiges bauliches Zeugnis der Stadtplanung Nürnbergs im frühen 20. Jahrhundert dar.
Bei der Instandsetzung nach dem Zweiten Weltkrieg wurde die städtebauliche Wirkung des Gebäudes in Mitleidenschaft gezogen. Aufgrund von Platzmangel und knappen Finanzmitteln wurden die Dachterrasse und die Zwerchhäuser nicht wiederhergestellt, im Erdgeschoss ein zusätzlicher Eingang eingebrochen und die offene Arkade an der Straßenecke zum Ladengeschäft umgenutzt. Die 1968 eingesetzten Fenster ohne Teilung bzw. Sprossung schadeten dem äußeren Eindruck zusätzlich.

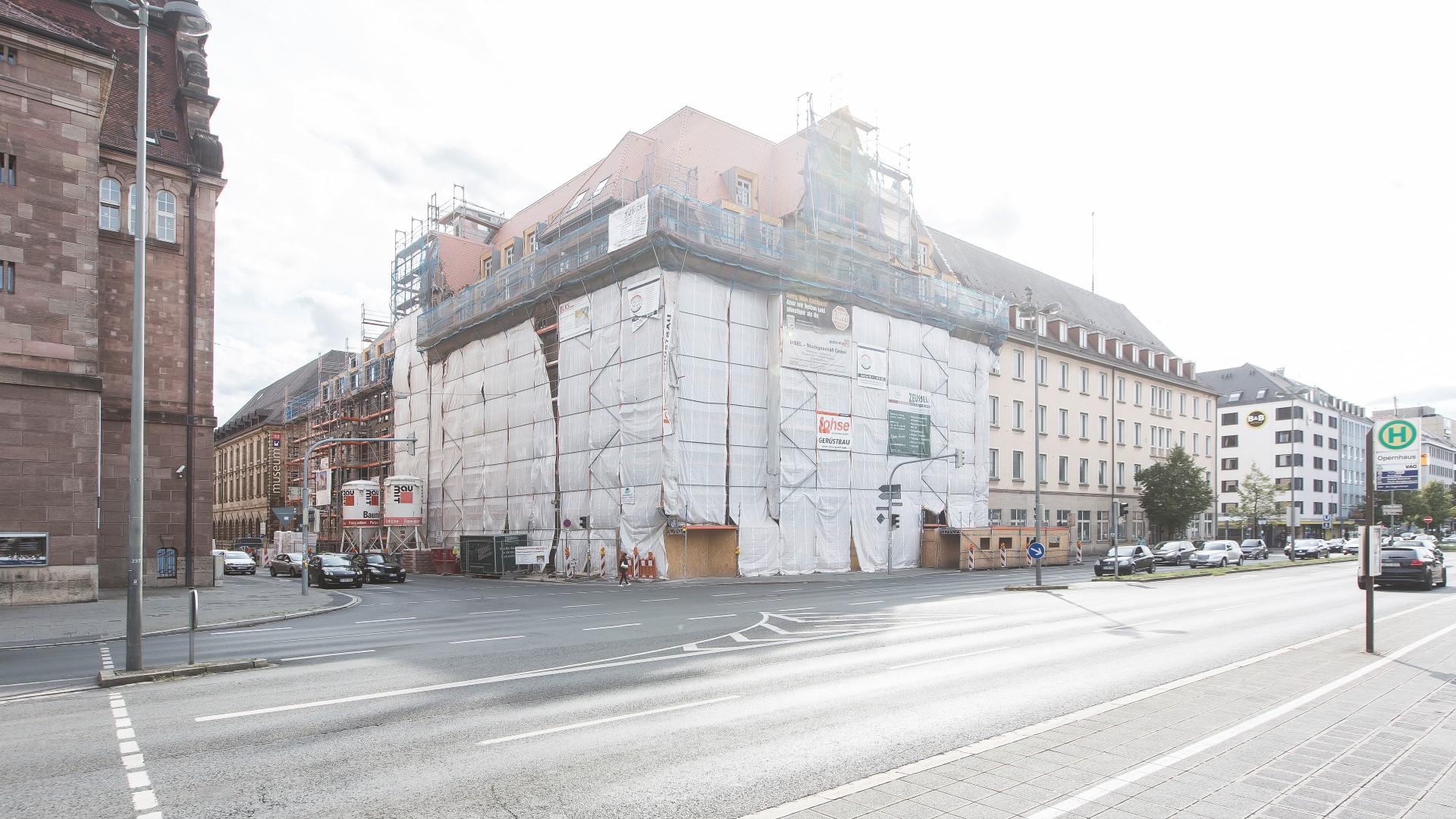
Deutscher Hof während der Sanierung, August 2015

### Sanierung
Im Rahmen der Sanierung wurde das 1946–1949 verändert wiederaufgebaute Dach des Hoteltrakts entfernt. Das bis 2015 errichtete neue Dach entspricht in Form und Neigung annähernd dem Zustand von 1913; die im Zweiten Weltkrieg zerstörten Zwerchhäuser an der Nord- und Ostseite entstanden in moderner Interpretation neu und die malerische Dachlandschaft wurde wiederhergestellt. Die Gauben wurden im Vergleich zum ursprünglichen Zustand vergrößert, um die Büros im Dachgeschoss ausreichend zu belichten. Die neue Wohnanlage Opernpalais nimmt Größe, Höhe und Firstlinie des Vorgängerbaus in den Grundzügen wieder auf.
Die historischen Haupttreppenhäuser des Hoteltrakts und der ehemaligen Lessingsäle blieben erhalten und wurden restauriert.